# Ukrainska köket

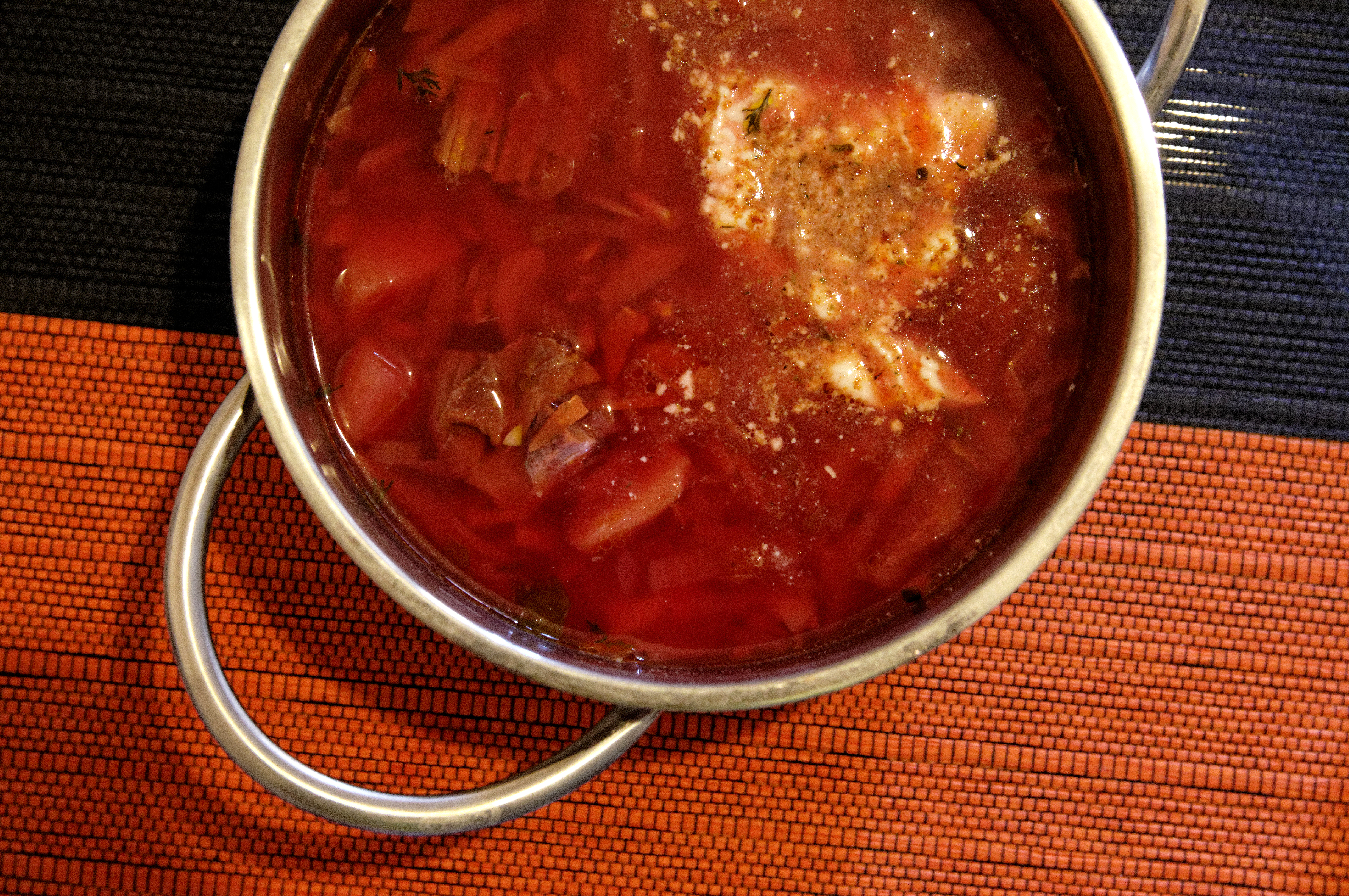
Borsjtj

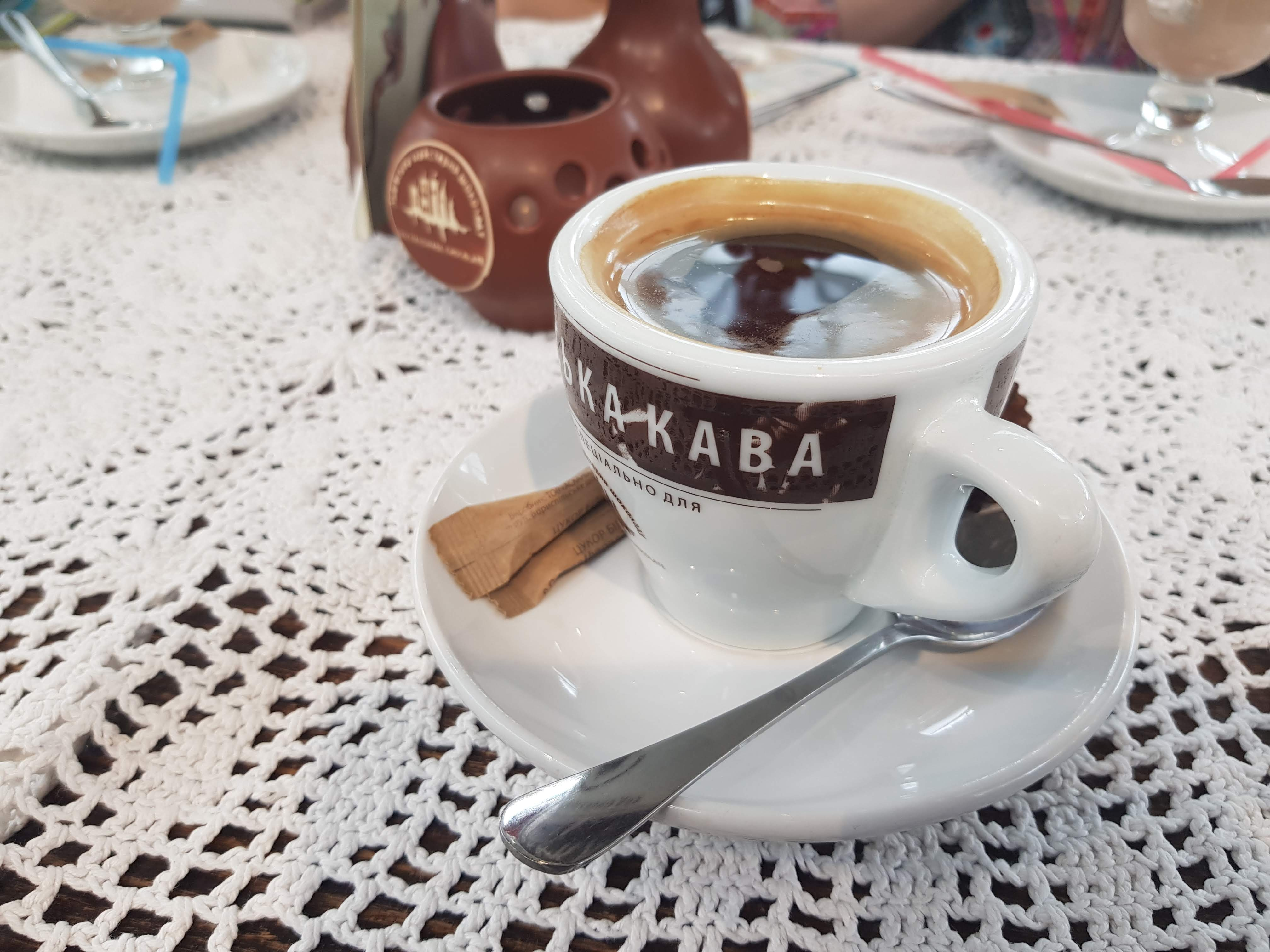
Lviv kaffe

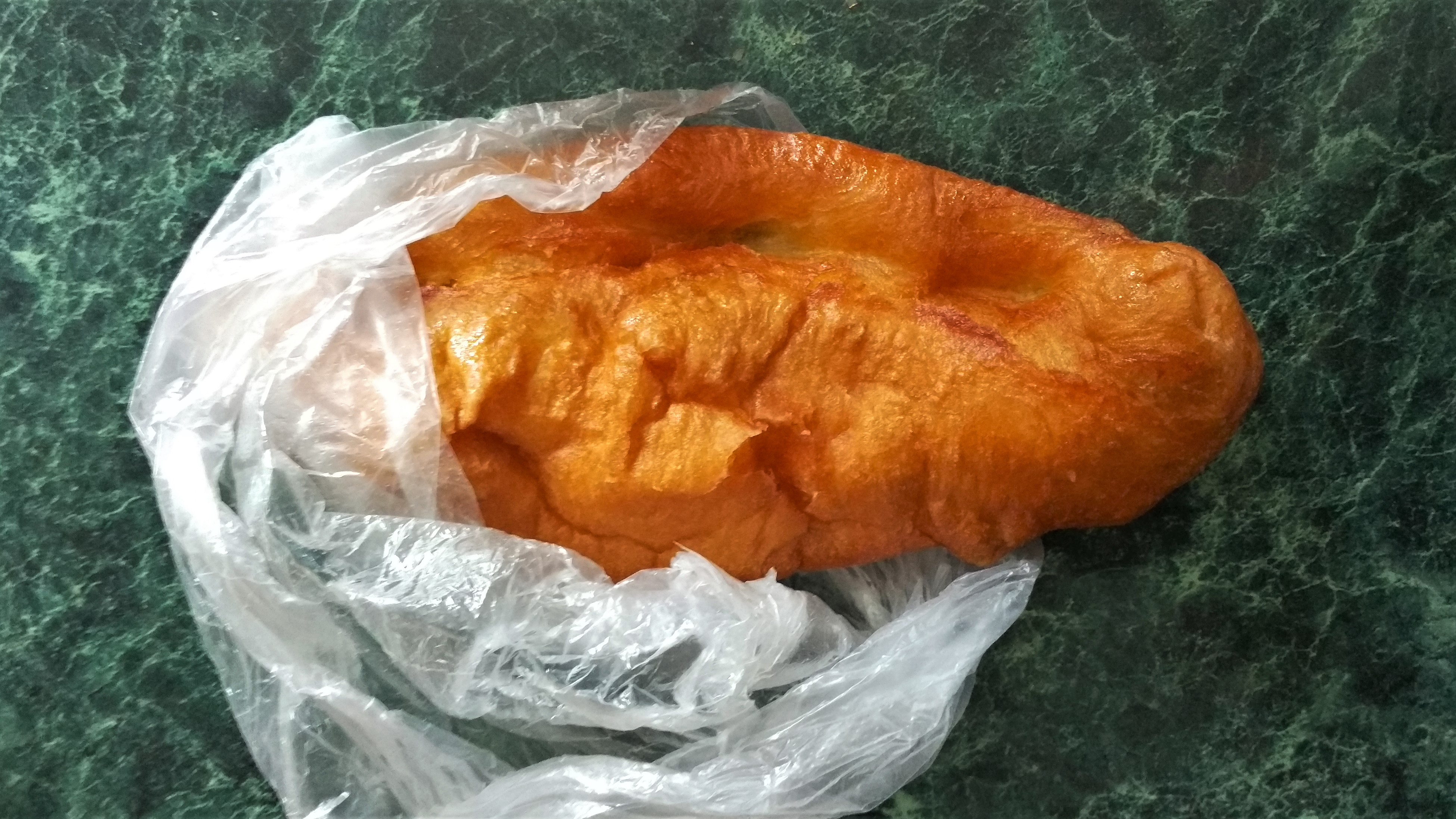
Inbakad varmkorv

Ukrainska köket har en rik historia med ett stort antal olika maträtter. Även om man har influerats av många andra kök, såsom det tyska, turkiska och polska köket samt dess slaviska bakgrund, har det även påverkat och påverkats av sina grannländers kök, så exempelvis det ryska köket. Utvandringen till USA och Kanada har bidragit till ett genomslag i Nordamerika. Köket är välkänt för sin stora mängd brödrecept. Den franska författare Guillaume Apollinaire menade att det finns 77 olika ukrainska sätt att baka bröd på. Han skrev detta i en essä med titeln "Den ukrainska trenden i rysk målning" från 1912.
Kött (speciellt fläskkött), grönsaker, frukter, svampar, bär och örter spelar en stor roll i köket. Exempel på maträtter är borsjtj, soljanka, munkar, klimpar, korvar och så vidare. Borsjtj tros till och med härstamma från Ukraina. Smaken kommer från ett utbrett användande av kryddor, såsom vitlök, persilja, dill, mynta, senap, peppar och kanel. Till efterrätt serveras ofta bakelser och tårtor.
Ukraina var 2005 med 136 kg per capita/år världens tredje största potatis konsumerade land per capita efter Belarus och Kirgizistan.
Ett udda kulinariskt inslag, som nämns i flera turistguider, är Kievs inbakade varmkorv. En vanlig varmkorv bakas in i deg och kokas i flottyr, alltså korv och bröd i samma stycke. Den började säljas 1986 från en lucka i väggen på Bohdan Chmelnytskyjs gata 3 i centrala Kiev, nära huvudgatan Chresjtjatyk, där den fortfarande säljs,[Även efter februari 2022??] och är det äldsta exemplet på snabbmat i Ukraina.

## Ukrainska maträtter
Såsom i Ryssland är borsjtj populär också i Ukraina. Det finns omkring 30 olika varianter av soppan Vid sidan av grönsaker kan man tillägga gris, kyckling, nötkött eller fisk.
| Maträtten    | Namn på ukrainska | Bild | Beskrivning                                                                                  | Källa  |
| ------------ | ----------------- | ---- | -------------------------------------------------------------------------------------------- | ------ |
| Grön borsjtj | зелений борщ      |      | borsjtj av skräppa                                                                           | [ 4 ]  |
| Paska        | паскa             |      | sötaktigt vetebröd; speciellt populärt under påsk                                            | [ 5 ]  |
| Pampusjka    | пампушка          |      | små semlor av vete-, råg- eller bovetemjöl som kan vara både saltiga eller söta              | [ 6 ]  |
| Varenyky     | вaреники          |      | ukrainsk version av pierogi                                                                  | [ 7 ]  |
| Banusj       | бануш             |      | mos av majsmjöl och smetana; speciellt populär i Västukraina                                 | [ 8 ]  |
| Deruny       | деруни            |      | plättar av potatis; liknar på raggmunk                                                       | [ 5 ]  |
| Nalysnyky    | налисники         |      | liknar på lättar som kan fyllas med vad som helst, rullade plättar kan sen värma upp i ugnet | [ 9 ]  |
| Holubtsi     | голубці           |      | ukrainsk version av kåldolmar                                                                | [ 10 ] |
| Kievtårta    | київський торт    |      | en tårta som utvecklades av Karl Marx konditorifabrik                                        | [ 11 ] |
| Fågelmjölk   | пташине молоко    |      | maräng som är täckt med choklad                                                              | [ 12 ] |

## Drycker
Vin, horilka/vodka och vanligt vatten är ofta serverat till måltiderna, såväl som drycken kvas.